# Быховский, Владимир Абрамович
Влади́мир Абра́мович Быхо́вский (1925—1991) — советский архитектор. Лауреат Государственной премии РСФСР в области архитектуры (1981). Заслуженный архитектор РСФСР (1987).

## Биография
Родился 20 июня 1925 года в городе Гомель (ныне Беларусь).
С февраля 1943 года после окончания средней школы, в возрасте семнадцати лет, В. А. Быховский был призван в ряды РККА и направлен в действующую армию на фронт. Участник Великой Отечественной войны в  составе 144-го отдельного гвардейского сапёрного батальона 102-й гвардейской стрелковой дивизии 40-го гвардейского стрелкового корпуса 19-й армии, на заключительном этапе войны — гвардии младший лейтенант, командир сапёрного взвода. Воевал на 2-м Белорусском фронте, был ранен.
В 1949 — 1954 годах обучался в МАРХИ. В 1954 — 1956 годах работал старшим архитектором, с 1955 по 1960 годы — руководителем архитектурной производственной группы Управления архитектуры Воронежского городского исполнительного комитета Совета народных депутатов. С 1960 по 1965 годы работал — главным инженером архитектурных проектов в  Воронежском тресте «Облпроект». В 1965 — 1967 годах В. А. Быховский работал —  главным художником города Воронежа.
С 1967 по 1969 годы работал — главным архитектором, с 1969 по 1975 года — руководителем архитектурного отдела, с 1975 по 1991 годы — руководителем архитектурно-художественной мастерской  Воронежского опытного проектного института «Воронежгражданпроект». В. А. Быховский был автором проектирования массовой застройки в Воронеже, так и точечной застройки общественно-культурных объектов города, таких как: Здания Совета народного хозяйства Центрально-Чернозёмного экономического района в 1959 году, Воронежского Дома актёра в 1978 году и Дворца детей и юношества Воронежской области в 1988 году.
Член СА СССР (1957).
Умер 8 апреля 1991 года. Похоронен в Воронеже на Еврейском кладбище.

## Награды и премии
- орден Отечественной войны I степени (6.4.1985[2])
- орден Красной Звезды (8.4.1945[3])
- медаль «За победу над Германией в Великой Отечественной войне 1941—1945 гг.»
- заслуженный архитектор РСФСР (1987[5])
- Государственная премия РСФСР в области архитектуры (1981[6]) — за проектирование и строительство здания Дома актёра в Воронеже

## Память
- Именем архитектора Быховского была названа одна из улиц города Воронежа[1]
- Воронежский общегородской конкурс архитектурно — художественного творчества детей был назван именем Владимира Абрамовича Быховского[7]